# Сент-Девід (Аризона)
Сент-Девід (англ. St. David) — переписна місцевість (CDP) в США, в окрузі Кочіс штату Аризона. Населення — 1639 осіб (2020).

## Географія
Сент-Девід розташований за координатами 31°53′10″ пн. ш. 110°13′18″ зх. д. / 31.88611° пн. ш. 110.22167° зх. д. (31.886159, -110.221608).  За даними Бюро перепису населення США в 2010 році переписна місцевість мала площу 13,83 км², з яких 13,79 км² — суходіл та 0,04 км² — водойми.

## Демографія
Згідно з переписом 2010 року, у переписній місцевості мешкало 1699 осіб у 685 домогосподарствах у складі 452 родин. Густота населення становила 123 особи/км².  Було 804 помешкання (58/км²).
Расовий склад населення:
| - 92,1 % — білих - 1,1 % — корінних американців - 0,6 % — азіатів - 0,4 % — чорних або афроамериканців - 0,1 % — вихідців з тихоокеанських островів - 2,9 % — осіб інших рас |

До двох чи більше рас належало 2,9 %. Частка іспаномовних становила 10,9 % від усіх жителів.
За віковим діапазоном населення розподілялося таким чином: 25,9 % — особи молодші 18 років, 50,9 % — особи у віці 18—64 років, 23,2 % — особи у віці 65 років та старші. Медіана віку мешканця становила 46,1 року. На 100 осіб жіночої статі у переписній місцевості припадало 104,2 чоловіків;  на 100 жінок у віці від 18 років та старших — 99,8 чоловіків також старших 18 років.
Середній дохід на одне домашнє господарство  становив 51 382 долари США (медіана — 42 941), а середній дохід на одну сім'ю — 87 551 долар (медіана — 77 404). За межею бідності перебувало 6,3 % осіб, у тому числі 0,0 % дітей у віці до 18 років та 0,0 % осіб у віці 65 років та старших.
Цивільне працевлаштоване населення становило 465 осіб. Основні галузі зайнятості: освіта, охорона здоров'я та соціальна допомога — 51,2 %, роздрібна торгівля — 17,8 %, транспорт — 9,7 %, будівництво — 6,2 %.